# LNM Navigation

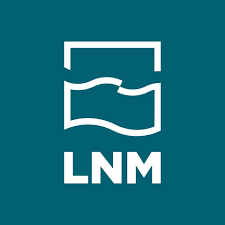
Logo der HNM

Die LNM Navigation SA ist ein 1872 gegründetes konzessioniertes Transportunternehmen, das fahrplanmässigen Schiffsverkehr auf dem Neuenburger- und Murtensee und zusammen mit der Bielersee-Schifffahrts-Gesellschaft auf dem Bielersee betreibt.
Die Gesellschaft hiess bis 2021 Société de navigation sur les lacs de Neuchâtel et Morat SA (LNM) (deutsch: Schifffahrtsgesellschaft auf dem Neuenburger- und Murtensee).

## Liniennetz
| Fahrplanfeld | Linie                                                       | See                        | durchfahrene Kanäle    | Betriebszeit                   | Bemerkung        |
| ------------ | ----------------------------------------------------------- | -------------------------- | ---------------------- | ------------------------------ | ---------------- |
| 3210         | Neuchâtel–Cudrefin–Portalban– (Estavayer-le-Lac–) Neuchâtel | Neuenburgersee             |                        | Sommersaison                   |                  |
| 3211         | Yverdon-les-Bains–Estavayer-le-Lac                          | Neuenburgersee             |                        | Sommersaison                   |                  |
| 3212         | Neuchâtel–La Sauge–Murten                                   | Neuenburger- und Murtensee | Broyekanal             | Sommersaison                   |                  |
| 3213         | Murten–Praz–Môtier–Vallamand–Faoug–Murten                   | Murtensee                  |                        | Sommersaison                   |                  |
| 3214 3215    | Murten– (Neuchâtel–) Biel/Bienne                            | Drei-Seen-Fahrt            | Broyekanal – Zihlkanal | reduzierter Fahrplan im Winter | zusammen mit BSG |

## Flotte
| Schiff             | Bild                                         | Indienststellung | Motorhersteller | Motorleistung   | Motordrehzahl | Passagiere | Innensitzplätze | Länge   | Breite  | Wasserverdrängung leer | Tragkraft | Bemerkung                                             |
| ------------------ | -------------------------------------------- | ---------------- | --------------- | --------------- | ------------- | ---------- | --------------- | ------- | ------- | ---------------------- | --------- | ----------------------------------------------------- |
| Neuchâtel          | Dampfschiff Neuchâtel 2016 auf dem Murtensee | 1912             | Escher Wyss     | 246 kW (300 PS) | 40 min−1      | 300        | 90              | 48,60 m | 11,20 m | 163,00 t               | 192,40 t  | Dampfschiff, in Betrieb bis 1969 und wieder seit 2013 |
| Fribourg           | MS Fribourg verlässt den Hafen Neuenburg     | 1995             | MAN             | 2 × 224 kW      | 2100 min−1    | 560        | 280             | 53,30 m | 9,13 m  | 275,00 t               | 320,00 t  |                                                       |
| Idée suisse        |                                              | 2002             | MAN             | 2 × 254 kW      | 1800 min−1    | 250        | 60              | 30,85 m | 6,80 m  | 90,00 t                | 108,80 t  |                                                       |
| La Béroche         |                                              | 1981             | GM              | 2 × 257 kW      | 1800 min−1    | 400        | 140             | 44,35 m | 80,50 m | 155,00 t               | 187,00 t  | La Grande Béroche: Gemeinde im Kt. NE                 |
| Ville de Neuchâtel | MS Ville de Neuchâtel im Hafen Murten        | 1972             | GM              | 2 × 298 kW      | 1800 min−1    | 520        | 190             | 48,23 m | 9,00 m  | 180,00 t               | 220,00 t  |                                                       |
| Ville d’Estavayer  |                                              | 1961             | GM              | 2 × 239 kW      | 1800 min−1    | 240        | 60              | 32,00 m | 7,50 m  | 65,00 t                | 85,00 t   |                                                       |
| Ville d’Yverdon    | MS Ville d’Yverdon im Zihlkanal              | 1965             | GM              | 2 × 328 kW      | 1800 min−1    | 560        | 105             | 19,06 m | 9,00 m  | 174,00 t               | 219,00 t  | Taufpatin: Françoise Perret                           |

## Geschichte

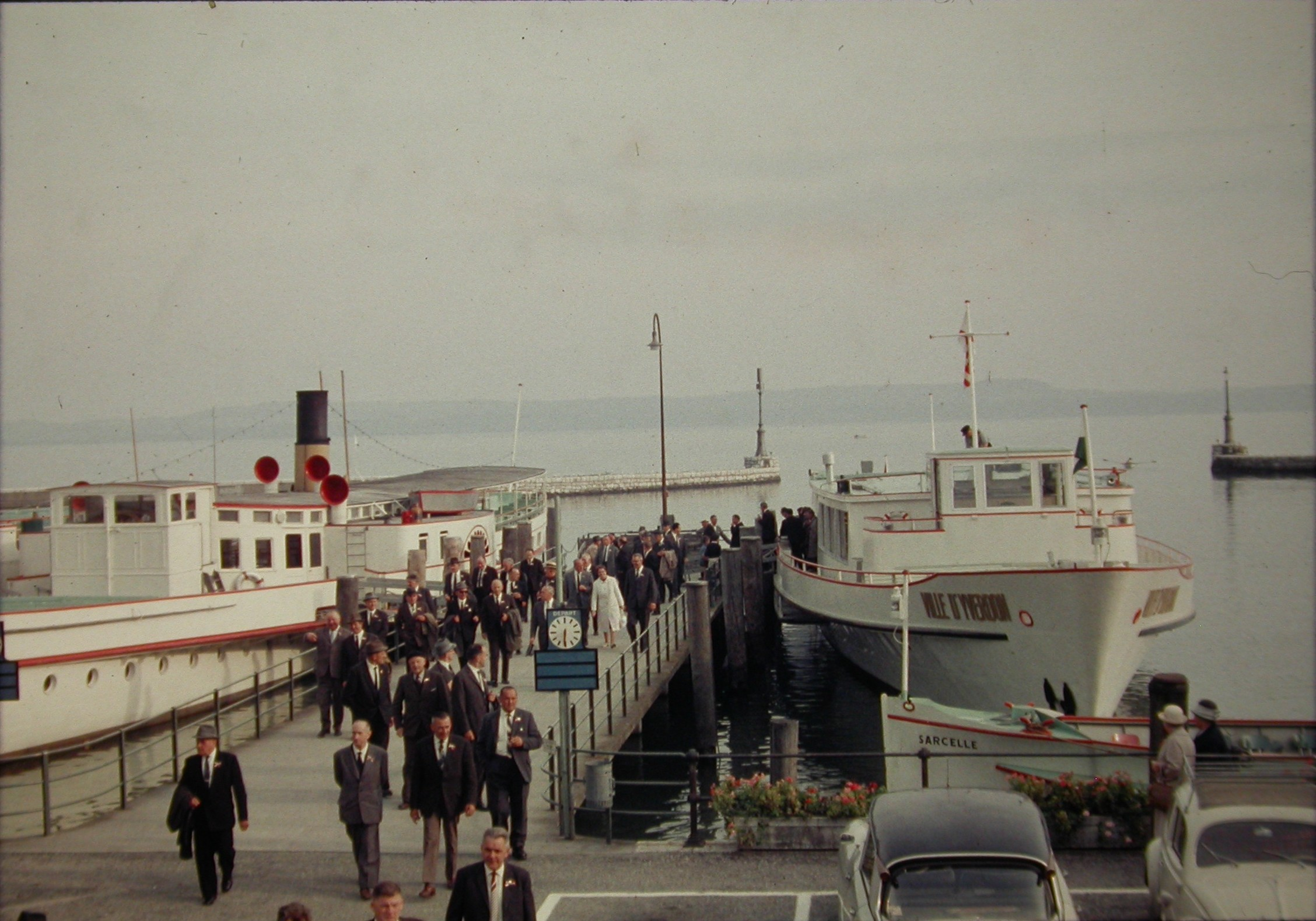
DS Neuchâtel und MS Ville d'Yverdon im Hafen Neuenburg, 1965

Die Société de navigation sur les lacs de Neuchâtel et Morat entstand am 30. September 1872 durch die Fusion der Société fribourgeoise de navigation (Freiburger Schifffahrtsgesellschaft) in Estavayer-le-Lac und der Société moratoise de navigation à vapeur (Murtener Dampfschifffahrtsgesellschaft). Ihr Zweck war der Personen- und Warentransport auf dem Neuenburger-, Murten- und Bielersee. Sie verfügte damals über eine Flotte von drei Schiffen: die 1852 gebaute Cygne (Schwan), die 1858 erbaute Gaspard Escher und die 1872 gebaute Halwyll. Die 1854 in Betrieb genommene Jura wurde bereits sieben Jahre später nach Lindau (Bodensee) verkauft. Obwohl es sich um ein privates Unternehmen handelte, beteiligte sich der Kanton Freiburg an der Finanzierung der neuen Gesellschaft, die später an der Börse in Neuenburg notiert wurde. Am 12. September 1881 weihte das Unternehmen das neue Schiff Helvétie (Helvetia) ein, die 1912 in Yverdon umbenannt wurde.

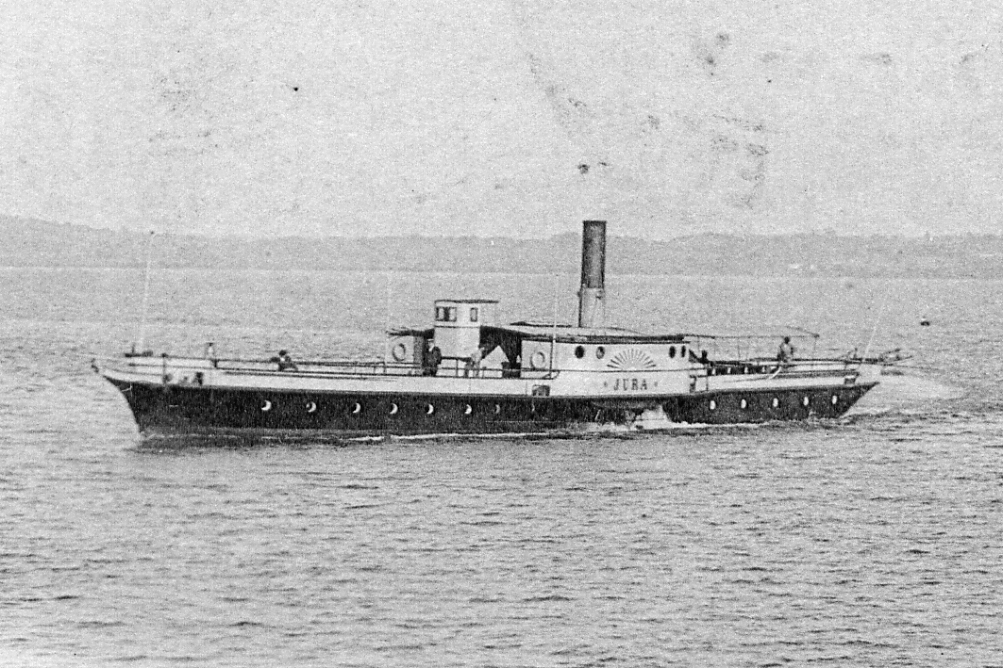
DS Jura (bis 1896 Cygne) bei der Einfahrt in den Hafen Neuenburg, etwa 1897

Auf diese Weise betrieb die Gesellschaft den Verkehr bis 1885, als die Jurasüdfusslinie eröffnet wurde. Mit Hilfe der Kantone Waadt und Neuenburg und der Stadt Neuenburg wurden von 1886 bis 1888 die drei Schiffe umfassend umgebaut. 1895 zwangen neue Schwierigkeiten die Gesellschaft, sich noch mehr der Beteiligung der Kantone und Gemeinden zu öffnen.
1896 wurde die Cygne vergrössert und in Jura umbenannt, zwei Jahre später die Gaspard Escher modernisiert. 1899 kaufte die LNM ein Schiff der Bodenseeflotte und bezeichnete es als Murten. Am 1. Juni 1913 wurde die Linie Yverdon–Neuenburg–Biel/Bienne eingeweiht, wozu die LNM die Neuchâtel und die Fribourg in Dienst stellte. Die Gaspard Escher wurde 1913 restauriert und in Helvétie umbenannt und 1924 aus dem Betrieb genommen.

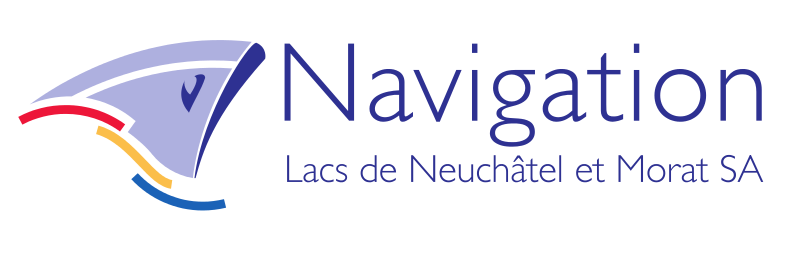
Früheres Logo der Société de navigation sur les lacs de Neuchâtel et Morat (LNM)

Die beiden Weltkriege führten zu einem erheblichen Verkehrsrückgang. 1933 reduzierte die LNM ihre Flotte auf vier Schiffe. 1943 kam die Trendwende. Die LNM baute ihr Angebot aus, nahm zwischen 1955 und 1970 vier neue Schiffe in Betrieb und renovierte die älteren Teile der Flotte. Während der Landesausstellung Expo.02 beförderte die LNM die Besucherströme zu den verschiedenen Ausstellungsgeländen.
2021 änderte die Gesellschaft ihren Namen in "LNM NAVIGATION SA".